# カルト語
カルト語(カルトご、英語: Kalto language)またはナハリ語(ナハリご、英語: Nahali Language)は、インド中西部で話されるインド語派に属する言語である。"ナハリ語"は第三者がつけた名前であり、ナハリ語は隣接する地域で日常的に使われるニハリ語としばしば混同されることから、カルト語話者は快く思っていない。